# Punch (India)
Punch. (en cachemir: पुंछ ) es una localidad de la India capital del distrito de Punch, en el estado de Jammu y Cachemira.

## Geografía
Se encuentra a una altitud de 980 m s. n. m. a 92 km de la capital estatal, Srinagar, en la zona horaria UTC +5:30.

## Demografía
Según estimación 2010 contaba con una población de 36 822 habitantes.